# Emil Hachulski
Emil Hachulski z d. Burek, krypt. Mill (ur. 17 października 1920, zm. 1995) – archeolog i dyplomata, 1969–1974 ambasador PRL w Kenii, 1980–1982 w Tanzanii.
Pochodził z rodziny chłopskiej Walentego Burka. W 1938 rozpoczął studia archeologiczne na Uniwersytecie Jagiellońskim. Kontynuował je, uczestnicząc w tajnych kompletach. W 1949 został członkiem Zjednoczonego Stronnictwa Ludowego. W 1949–1951 pracował jako asystent-stażysta w Katedrze Archeologii Polski UJ. W 1952 na podstawie pracy Kultura prapolska na Dolnym Śląsku uzyskał stopień doktora filozofii w zakresie archeologii. W tym samym roku przeniósł się na stanowisko adiunkta w Instytucie Archeologii Uniwersytetu Wrocławskiego. Tam wszedł w skład Kierownictwa Badań nad Początkami Państwa Polskiego, uczestnicząc w wykopaliskach archeologicznych m.in. w Krakowie - Nowej Hucie, gdzie pełnił funkcję zastępcy kierownika zespołu. W 1956–1957 pracował w Muzeum Archeologicznym w Krakowie.
W 1957 ukończył Studium Dyplomatyczne UJ i rozpoczął pracę w korpusie dyplomatycznym. Początkowo skierowany na stanowisko sekretarza ambasady w Rangunie. W 1964–1966 pełnił funkcję chargé d'affaires w Demokratycznej Republice Konga. Następnie objął stanowisko kierownika departamentu w Ministerstwie Spraw Zagranicznych oraz funkcję członka komisji spraw zagranicznych w Komitecie Centralnym ZSL. 16 marca 1969 został powołany na stanowisko ambasadora nadzwyczajnego i pełnomocnego w Kenii. Funkcję tę pełnił do 1974. W 1980–1982 ambasador nadzwyczajny w Tanzanii, akredytowany w Zambii, Madagaskarze, Somalii i Mozambiku. W 1990 przeszedł na emeryturę.
W 1961–1990 funkcjonował w grupie kontaktów informacyjnych Służby Bezpieczeństwa pod krypt. Mill.
Był żonaty z Renatą Hachulską, również archeolożką.

## Publikacje
- 1951:   Ozdoby wczesnohistoryczne na Śląsku Dolnym
- 1952:   Kultura prapolska na Dolnym Śląsku
- 1954a: Wyniki badań w Mogile, pow. krakowski w 1952 r. „Wiadomości Archeologiczne” T. 20: z. 2: s. 187.
- 1954b: Wyniki prac wykopaliskowych w Mogile w 1953 r. „Wiadomości Archeologiczne” T. 20: z. 2: s. 188.
- 1954c: Radlice późnego okresu rzymskiego z Mogiły, pow. Kraków. „Wiadomości Archeologiczne” T. 20: z. 2: s. 189.

## Odznaczenia
- Medal 10-lecia Polski Ludowej (10 stycznia 1955)[6]
- Srebrny Krzyż Zasługi (6 kwietnia 1955)[7]